# Digital Asset Management
Digital Asset Management (DAM) pot traduir-se com a Gestió de recursos digitals. També se'l pot anomenar Digital Asset Manager si es parla de l'encarregat d'implementar la tecnologia. Aquesta permet, tant en l'àmbit personal com en el professional, l'emmagatzematge de dades digitals d'una manera endreçada. En aquesta tecnologia s'han d'incloure, també, processos d'indexació, cerca i recuperació de les dades. Té l'objectiu de facilitar l'accés a diferents persones des de diferents ubicacions.
També se l'anomena MAM (Multimedia Asset Management) en el moment en què el sistema controla les dades abans de ser digitalitzades.

## Motivació
Els gestors de continguts no és una cosa nova, ja que des del moment que van començar a emmagatzemar-se tota mena de documents ja va aparèixer la necessitat de tenir-los ben organitzats. Les necessitats dels primers gestors no eren massa dispars de les dels gestors actuals, tals com els DAM.
La reducció del preu de l'emmagatzematge, les millores en digitalització, l'augment de les amplades de banda disponibles i la diversitat de dispositius electrònics disponibles, fan que la quantitat de recursos digitals hagi crescut d'una forma espectacular.
El creixement més gran ha estat, però, al món audiovisual, en gran part gràcies a Internet i a nous codificadors de vídeo i àudio. Degut a aquesta proliferació de continguts digitals, apareix la necessitat de disposar d'un bon gestor de recursos digitals (Digital Asset Manager, DAM).

## Usos
Dintre dels DAM poden ser dividits bàsicament en dos àmbits: el professional i el domèstic. A continuació s'explica amb més profunditat cadascun.

### Àmbit professional
Quan es parla d'àmbit professional es fa referència a grans empreses i corporacions que mouen un gran volum de dades les quals han de ser fàcilment recuperables. La utilització de DAMs en àmbits professionals té infinites possibilitats i avantatges. Permet un estalvi enorme de temps que pot ser emprat en altres tasques. També permet un gran estalvi de suports físics d'emmagatzematge com ara el paper, paper fotogràfic, suport físic per a vídeo (pel·lícula cinematogràfica, CD, DVD, etc.), suports físics per a música (cinta magnètica, DAT, etc.), etc. Com a contrapartida implica l'ús de sistemes d'emmagatzematge versàtils i de gran capacitat.
En aquesta direcció van les iniciatives de paperless office (oficina sense paper) on es promou el no ús de paper a les oficines, ja que té un clar impacte al medi ambient i també econòmic.
En el món professional podem trobar diferents sistemes desenvolupats per diverses empreses. Tenim, per exemple, La suite Digition d'Activa Multimèdia o el software DSpace del MIT amb col·laboració de HP.

### Àmbit domèstic
En ser un producte orientat al gran públic ha de ser un sistema molt més simple i econòmic que els DAM orientats a grans empreses.
En l'àmbit domèstic es disposa, típicament, d'un ordinador personal on hi ha diferents tipus d'arxius digitals emmagatzemats i, un cop més, interessa tenir-los organitzats de forma que puguin ser buscats, utilitzats i modificats amb facilitat.
En l'actualitat el més comú és tenir diverses aplicacions que controlin diferents tipus de dades segons les seves característiques. Normalment hi ha un programa especialitzat en l'organització de música i vídeos (com ara iTunes d'Apple o Creative MediaSource Organizer de Creative Labs). Aquest és el camp més estès avui en dia gràcies a la gran proliferació de dispositius mòbils audiovisuals.
Gràcies també a l'augment del nombre de càmeres digitals disponibles i a l'abaratiment de l'emmagatzematge, el volum de fotografies augmenta cada vegada més. Amb això, la necessitat de tenir-les organitzades, un cop més per al seu fàcil accés, és més gran. En aquest àmbit tenim programes com ara Picasa de Google, Adobe Photoshop Lightroom d'Adobe o Aperture d'Apple, que ens permeten tenir organitzades totes les fotografies emmagatzemades i afegir-hi metadades per tal de poder tenir una organització més òptima.
El gran salt en els DAM orientats a fotografies el va fer Sony amb el seu dispositiu GPS-CS1. Aquest té la funció d'emmagatzemar la localització exacta d'una fotografia en el moment de fer-la.
Altres especialitzacions de DAM a nivell domèstic, com ara l'organització de documents de text, no estan tan desenvolupats degut a la falta de demanda sobre aquest camp.

## DAM Online
A banda dels DAM que un usuari o empresa pugui tenir, n'hi ha d'un altre tipus que s'anomenen DAM Online. Aquests, normalment, ofereixen un servei d'allotjament, organització i compartició d'arxius. Típicament són capaços de manejar tota mena de dades. Tant imatges, com documents passant per música i vídeo.
Aquest servei normalment l'ofereixen empreses per a altres empreses. Solen ser, per tant, serveis de pagament.
Com a exemple d'aquesta modalitat de DAM trobem el sistema Fluxion de l'empresa wollzelle.
Un altre estil de DAM Online el proposa grup iking networks amb el software Image Arcadia. Aquest és open source i és un programari que permet ser instal·lat en un servidor de pàgines web amb l'objectiu d'organitzar els arxius d'aquella pàgina web. També suporta tot tipus d'arxius. El valor afegit que proporciona és el fet que el programador s'estalvia hores de programació, ja que el software s'encarrega de, per exemple, organitzar les galeries d'imatges i crear el codi HTML amb les miniatures d'aquestes.

## Esquema de funcionament

### A/D
Convertidor Analògic/Digital. Aquest bloc no forma part del DAM però és molt important perquè, juntament amb un transductor, permet la digitalització de les dades.

### Emmagatzematge
És el primer pas que realitza el DAM. L'únic propòsit que té és el d'introduir les dades digitalitzades al sistema. Pot ser realitzat alhora el procés d'indexació per tal d'introduir des d'un bon principi les dades ben indexades.

### Indexació
Aquest bloc té com a objectiu principal el facilitar l'accés a les dades a través de la introducció de metadades associades. El procés pot fer-se just després de ser emmagatzemat un fitxer al sistema o en qualsevol moment que es vulgui canviar les seves metadades associades.
Per una òptima indexació de les dades es pot utilitzar l'estàndard MPEG-7 que se centra en la descripció del procés d'indexació.
Val a dir que el procés d'introducció de metadades pot fer-se de forma manual o automàtica. En cas que es faci de forma manual consisteix en alguna persona que visiona les dades i, seguint un criteri, les indexa. La forma automàtica, en canvi, consisteix en un procés realitzat per una aplicació que extreu característiques, sense supervisió humana, de les dades i fa la indexació automàticament. Aquesta última forma, però, està en un procés molt prematur de desenvolupament.

### Edició
Un bon DAM ha de disposar d'aquest bloc. No és, però, indispensable. Ens permet editar els diferents tipus de dades. Fer retocs a una imatge o ampliar el contingut d'un document de text, per exemple.

### Cerca
El bon funcionament d'aquesta part està estretament lligada a la correcta implementació del bloc d'indexació. La cerca es basa en les metadades associades a cada fitxer.
La funcionalitat d'aquest bloc no és més que la de cercar i entregar els resultats segons algun paràmetre introduït per l'usuari.
Un cop tenim les dades emmagatzemades, si volem tornar a accedir-hi per ampliar metadades o editar, haurem d'utilitzar el cercador per trobar l'arxiu desitjat.

### D/A
Per acabar, trobem el convertidor Digital/Analògic i un altre transductor. Com el A/D, no formen part del DAM. Tot i això aquest últim pas és necessari perquè l'usuari pugui visualitzar les dades.